# Nœud de Ranvier
Pour les articles homonymes, voir nœud et Ranvier.
| Dendrite Soma Axone Noyau Nœud de Ranvier Terminaison axonale Cellule de Schwann Myéline |

Un nœud de Ranvier, du nom de son découvreur Louis-Antoine Ranvier, est un amincissement de la gaine de myéline entourant un axone dans le système nerveux, il permet la conduction saltatoire d'un influx nerveux (potentiel d'action).
Le prolongement des neurones servant à propager l'influx nerveux s'appelle un axone, cet axone est entouré d'une gaine isolante appelée gaine de myéline. Les points où cette gaine s'interrompt laissant l'axone à nu, s'appellent un nœud de Ranvier. Ce sont des points où sont concentrés la plupart des canaux sodiques (membrane nodale) et potassiques (membrane juxta-paranodale) car c'est à ces endroits que se forme l'influx nerveux.
Cet influx voyage de nœud en nœud, ce qui augmente considérablement la vitesse de propagation de l'influx, on appelle ce mode de déplacement la conduction saltatoire.
Les nœuds de Ranvier sont différents selon qu'ils se situent dans le système nerveux périphérique (SNP) ou central (SNC). À l'inverse du SNC, les nœuds de Ranvier du SNP sont étroits, leurs gaines de myélines sont longues.

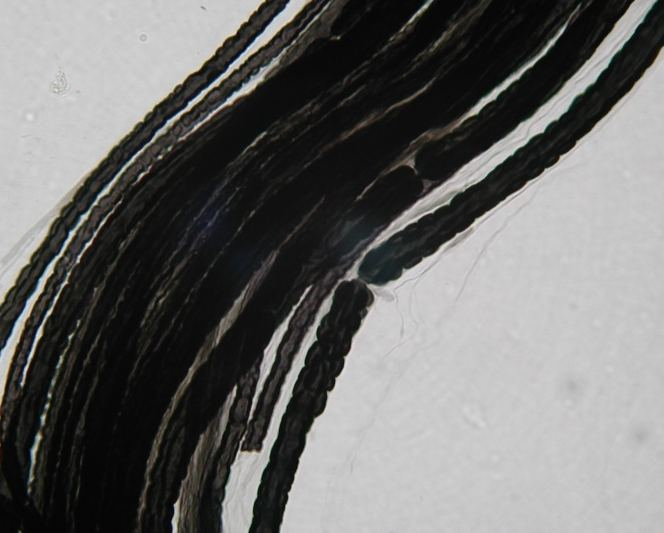
Nœuds (ou étranglements) de Ranvier, sur des fibres nerveuses myélinisées, en microscopie optique.

La biologiste polonaise Liliana Lubińska a mis en évidence en 1959 le rôle des nœuds de Ranvier dans la régénération de neurones sectionnés, avec la création d'un nouveau nœud à proximité de la section endommagée.

## Annexes

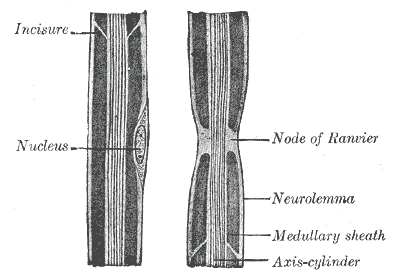